# Église Notre-Dame-de-l'Assomption de La Chapelle-Rambaud
L'église Notre-Dame-de-l'Assomption de La Chapelle-Rambaud est une église catholique française située dans le département de la Haute-Savoie, sur la commune de La Chapelle-Rambaud.

## Situation
L'église est située au chef-lieu de la commune de La Chapelle-Rambaud, dans le département de la Haute-Savoie. La commune relève du diocèse d'Annecy.

## Historique
L'église est dédiée à l'Assomption
Un curé de la paroisse est fait mention en 1283, lors d'un différend entre l'abbé d'Entremont et Jacques de Bar à propos de la propriété de la montagne d'Andey.
Le chœur porte la date 1530.
Elle est remaniée au début du XIXe siècle.

## Description
L'édifice est régulièrement orientée.
Il s'organise autour d'un nef a deux travées.
Le devant de l'église est constitué par un clocher-porche, récent, surmonté par une flèche à bulbe. Cette dernière est une réplique de celle de l'église Saint-Jean-Baptiste d'Arbusigny.